# Jorge Paulo Lemann
Jorge Paulo Lemann (Río de Janeiro, 26 de agosto de 1939) es un empresario e inversor brasileño de origen suizo. Está reconocido como una de las personas más ricas del mundo por la revista Forbes, con una fortuna valorada en $16 800 millones (2023). Además, es una de las personas más ricas de Brasil.

## Biografía
Jorge Paulo Lemann nació en Río de Janeiro en 1939, hijo de Paul Lemann, un inmigrante suizo que fundó la compañía láctea Leco, y de Anna Yvette Truebner, una brasileña también de origen suizo. Lemann asistió a la Escuela Americana de Río de Janeiro. Su padre murió en un accidente de autobús en 1953, cuando Lemann tenía 14 años.
En 1961, obtuvo un B.A. en Economía por la Universidad de Harvard. Gran deportista, ganó el campeonato nacional de tenis brasileño en cinco ocasiones. Además, jugó en el equipo de la Copa Davis de Brasil y en Wimbledon, entre otros.
Lemann está casado en segundas nupcias y tiene seis hijos. Vive entre São Paulo, Zúrich y San Luis (Misuri). En 1994, sufrió un ataque de corazón, a los 54 años de edad. Su primera esposa fue María de Santiago Dantas Quental, una psicóloga que murió en abril de 2005. Su segunda esposa es Susanna Lemann, madre de tres de sus hijos.

## Carrera
De 1961 a 1962,  trabajó como ejecutivo en Credit Suisse, en Ginebra. En 1966, la primera compañía en que Lemann tuvo intereses propios, llamada Invesco, quebró. Lemann tenía una participación del 2% de los fondos. Más tarde, en 1971, Lemann, Carlos Alberto Sicupira y Marcel Herrmann Telles fundaron un banco de inversión brasileño llamado Banco Garantia, pronto clasificado por la revista Forbes y el banco Goldman Sachs como uno de los bancos de mayor crecimiento de Brasil. Los tres banqueros colaboran en AB Inbev como miembros de su consejo de administración.
En julio de 1998, Lemann vendió Banco Garantia a Firs Boston Suisse por $675 millones. De 1990 a 2001, fue miembro del consejo de administración de la cervecera Brahma. Más tarde, Lemann y sus socios fundan GP, un fondo de inversiones con el que pronto compran dos cerveceras brasileñas, Brahma y la Companhia Antarctica Paulista, que convirtieron en el gigante AmBev. En 2003, AmBev tuvo un margen de beneficio del 35 por ciento sobre las ventas en EE. UU., unos $2.700 millones. En 2004, controla el 65 por ciento del mercado de cerveza brasileño, el 80 por ciento del mercado argentino y tiene posiciones de monopolio en Paraguay, Uruguay, y Bolivia.
AmBev se fusionó con la belga Interbrew en agosto de 2004. El stock de la empresa combinada, InBev, aumentó un 40 por ciento durante 2005. A continuación, InBev anunció la compra de la estadounidense Anheuser-Busch en 2008 por $46.000 millones, en un trato polémico, que convirtió a Anheuser-Busch InBev (abreviado como AB Inbev) en la cervecera más grande del mundo y rebautizando a Lemann como el nuevo rey de la cerveza.
Lemann forma parte de consejo de administración de Lojas Americanas S.A. y fue miembro destacado del consejo de Procter and Gamble y Gillette, donde coincidió con el inversor Warren Buffett; fue, además, presidente del Comité Asesor latinoamericano de la Bolsa de Nueva York; fundador y miembro del consejo de la Fundação Estudar, que proporciona becas para alumnado brasileño y miembro del consejo consultivo internacional de DaimlerChrysler.
Lemann también tiene intereses en el fondo 3G Capital. En septiembre de 2010, 3G lanzó una oferta de $4.000 millones, con un 45% de prima por encima del mercado, para hacerse con el gigante Burger King. 3G estuvo aconsejado por bancos como Lazard, JP Morgan Chase, Barclays Investment Bank y asesorada por Kirkland & Ellis." Junto con Berkshire Hathaway, el brazo inversor de Buffett, 3G Capital adquirió la compañía Heinz por $28.000 millones en 2013. Su nuevo CEO, Bernard Hees fue director anteriormente de Burger King. El mismo grupo que anunció la fusión de Kraft Foods con Heinz en marzo de 2015.